# هنري هولمبرغ
هنري هولمبرغ هو مصارع ‏ سويدي، ولد في 23 أبريل 1924 في Nättraby ‏ في السويد، وتوفي في 21 يوليو 1981 في ستوكهولم في السويد.

## وصلات خارجية
- هنري هولمبرغ على موقع قاعدة بيانات المصارعة الدولية (الإنجليزية)
- هنري هولمبرغ على موقع أوليمبيديا (الإنجليزية)
- هنري هولمبرغ على موقع اللجنة الأولمبية السويدية (السويدية)